# Nicolas Osseland
Nicolas Osseland (né le 22 août 1978 à Laxou en Lorraine) est un patineur artistique français. Après une carrière individuelle, il effectue une carrière en couple, aux côtés de deux partenaires : Sabrina Lefrançois de 1995 à 1998 avec qui il a participé aux Jeux olympiques d'hiver de 1998 à Nagano, et Marie-Pierre Leray de 2000 à 2002.
C'est un patineur reconnu pour son charisme, son dynamisme et la fluidité de son patinage.

## Biographie

### Carrière sportive
Nicolas Osseland a commencé le patinage dès quatre ans. Il se tourne vers le patinage par couple en 1995. Il n'a alors que 17 ans et fait ses premiers essais avec Marie-Pierre Leray, mais sa musculature n'étant pas encore assez développée, il n'arrive pas à la porter car celle-ci est trop grande pour lui. Il fait ensuite des essais plus concluant avec Sabrina Lefrançois.
En 1995/1996, les deux sportifs patinent leur première saison ensemble. Le couple s'entraîne au sein du Club des Sports de Glace de Champigny-sur-Marne. Avec Sabrina Lefrançois, Nicolas Osseland remporte les championnats de France Junior et obtient la 9e place des championnats du monde à Brisbane en Australie.
En 1996/1997, ils accèdent à la quatrième place aux championnats du monde junior 1997 à Séoul en novembre 1996. Cette belle performance leur permet d'être sélectionnés par la FFSG (Fédération française des sports de glace) pour participer aux championnats d'Europe 1997 à Paris. Pour leur première participation aux championnats seniors, ils prennent la 12e place européenne.
En 1997/1998, ils se classent 5e des championnats du monde junior à Saint-Jean au Canada en décembre 1997. Ce résultat leur permet de se sélectionner pour leurs premiers Jeux olympiques d'hiver de février 1998 à Nagano, où ils accompagnent un autre couple sélectionné par la FFSG, Sarah Abitbol et Stéphane Bernadis. Une chute de Sabrina Lefrançois dans la figure dite spirale de la mort, lors du programme court, pénalise le couple qui termine la compétition à la 17e place.
En 2000, une rupture complète d'un ligament croisé du genou est diagnostiquée tardivement. Nicolas Osseland décide de mettre sa carrière sportive entre parenthèses le temps nécessaire à sa convalescence et à sa remise en forme.
Nicolas Osseland passe des essais concluants avec Marie-Pierre Leray au cours de l'été 2000. En 2000/2001, le couple s'entraîne à Montpellier avec Andreï Berezintsev. Ils se présentent aux championnats de France à Briançon et prennent la 3e place.
En 2001/2002, ils choisissent Sylvain Privé comme entraîneur. Ils patinent pour la première fois à deux épreuves du Grand Prix ISU en novembre 2001. Ils se classent 9e de la coupe des Nations à Gelsenkirchen puis 7e du Trophée Lalique à Paris. Ils deviennent ensuite vice-champions de France 2002 à Grenoble derrière les grands champions français de l'époque, Sarah Abitbol & Stéphane Bernadis. Cette médaille d'argent leur permet d'être sélectionné pour les championnats d'Europe de janvier 2002 à Lausanne où ils se classent 9e.

### Reconversion
Nicolas Osseland poursuit une carrière professionnelle dans le milieu du patinage artistique et devient entraîneur. Il officie au sein du Club Hiversport Luxembourg entre 2002 et 2010.

## Palmarès
Avec 2 partenaires :
- Sabrina Lefrançois (1995-1998)
- Marie-Pierre Leray (2000-2002)

| Compétition                        | 1996    | 1997    | 1998    | 1999    | 2000    | 2001    | 2002    |  |  |  |  |  |  |  |
| Jeux olympiques d'hiver            |         |         | 17e     |         |         |         |         |  |  |  |  |  |  |  |
| Championnats du monde              |         |         |         |         |         |         |         |  |  |  |  |  |  |  |
| Championnats d’Europe              |         | 12e     |         |         |         |         | 9e      |  |  |  |  |  |  |  |
| Championnats de France             | 4e      | A       | F       |         |         | 3e      | 2e      |  |  |  |  |  |  |  |
| Championnats du monde juniors      | 9e      | 4e      | 5e      |         |         |         |         |  |  |  |  |  |  |  |
|                                    |         |         |         |         |         |         |         |  |  |  |  |  |  |  |
| Grand Prix ISU                     | 1995/96 | 1996/97 | 1997/98 | 1998/99 | 1999/00 | 2000/01 | 2001/02 |  |  |  |  |  |  |  |
| Coupe d'Allemagne                  |         |         |         |         |         |         | 9e      |  |  |  |  |  |  |  |
| Trophée de France                  |         |         |         |         |         |         | 7e      |  |  |  |  |  |  |  |
| Légende : F= Forfait ; A = Abandon |         |         |         |         |         |         |         |  |  |  |  |  |  |  |